# Palovaara (kulle i Finland, Lappland, Rovaniemi)
Palovaara är en kulle i Finland. Den ligger i Rovaniemi i landskapet Lappland, i den norra delen av landet, 700 km norr om huvudstaden Helsingfors. Toppen på Palovaara är 222 meter över havet.
Terrängen runt Palovaara är huvudsakligen platt.Runt Palovaara är det mycket glesbefolkat, med 2 invånare per kvadratkilometer.